# كاسي راندولف
كاسي راندولف (بالإنجليزية: Cassie Randolph)‏ هي مشاركة تلفزيون الواقع ‏ أمريكية، ولدت في 27 أبريل 1995 في شاطئ هنتنغتون في الولايات المتحدة.